# Hersiliola esyunini
Hersiliola esyunini là một loài nhện trong họ Hersiliidae.
Loài này thuộc chi Hersiliola. Hersiliola esyunini được miêu tả năm 2009 bởi Y. M. Marusik & V. Y. Fet.